# Systur
Systur és un grup de música femení d'Islàndia. Les components són les tres germanes Sigríður, Elísabet i Elín Eyþórsdóttir.
Van créixer a Vesturbær i Grafarvogur, Reykjavík. La seva mare és la cantant Ellen Kristjánsdóttir i el seu pare és Eyþór Gunnarsson, compositor i teclador del grup de música Mezzoforte. Les germanes van començar la seva carrera musical com a part del grup de música Sísý Ey, batejat per la seva àvia. Van treure el primer senzill «Ain't Got Nobody» el 2013 i van cantar al Festival de Glastonbury el 2016. El 2017, sota el nom Tripolia, van publicar el seu primer senzill com a trio, «Bounce from the Bottom».
El 5 de febrer del 2022 es va anunciar que les germanes participarien sota el nom Sigga, Beta & Elín en Söngvakeppnin, la preselecció islandesa pel Festival de la Cançó d'Eurovisió. Van guanyar amb la cançó «Með hækkandi sól» i representaran Islàndia en el Festival de la Cançó d'Eurovisió 2022, que se celebrarà a la ciutat italiana de Torí.